# Grand Prix de Wallonie 1996
Il Grand Prix de Wallonie 1996, trentasettesima edizione della corsa, si svolse il 16 maggio 1996 su un percorso di 204 km, con partenza da Jambes e arrivo a Namur. Fu vinto dall'italiano Franco Ballerini della Mapei-GB davanti al danese Bo Hamburger e al belga Frank Corvers.

## Ordine d'arrivo (Top 10)
| Pos. | Corridore           | Squadra            | Tempo    |
| ---- | ------------------- | ------------------ | -------- |
| 1    | Franco Ballerini    | Mapei-GB           | 4h47'00" |
| 2    | Bo Hamburger        | TVM-Farm Frites    | a 2'26"  |
| 3    | Frank Corvers       | Lotto-Isoglass     | a 3'08"  |
| 4    | Simone Rebellin     | Team Polti         | a 5'42"  |
| 5    | Eddy Bouwmans       | Foreldorado-Golff  | a 5'46"  |
| 6    | Casper van der Meer | Palmans-Boghemans  | a 5'49"  |
| 7    | Davy Dubbeldam      | Foreldorado-Golff  | s.t.     |
| 8    | Marc Streel         | Tönissteiner-Saxon | a 5'57"  |
| 9    | Paul Van Hyfte      | Lotto-Isoglass     | s.t.     |
| 10   | Mirko Gualdi        | Team Polti         | a 6'12"  |